# 19421 Заххалетт
19421 Заххалетт (19421 Zachulett) — астероїд головного поясу, відкритий 20 березня 1998 року.
Тіссеранів параметр щодо Юпітера — 3,381.